# 피트폴!
피트폴!(Pitfall!)은 1982년에 액티비전이 출시하고 아타리 2600용으로 데이비드 케인이 디자인한 플랫폼 비디오 게임이다. 플레이어는 피트폴 해리(Pitfall Harry)를 컨트롤하면서 20분 내에 정글 내 모든 보물을 수집하는 임무를 떠맡게 된다. 월드는 255개 스크린으로 구성되며 이 화면들은 플립 화면 방식으로 수평으로 연결된다. 각 화면은 하나 이상의 위험이 존재한다: 유사(流沙), 타르갱, 굴러오는 나무, 악어, 뱀, 스콜피온, 모닥불, 흔들리는 포도나무.
피트폴!은 출시 후 긍정적인 평가를 받았으며 현재 지금까지 개발된 가장 위대한 비디오 게임들 중 하나로 인식된다. 아타리 2600의 베스트셀러 게임들 중 하나이며, 400만 본 이상 판매되었다.
피트폴!로 시작되는 게임 시리즈에는 패밀리 컴퓨터, 메가 드라이브용 릴리스가 포함된다. 피트폴 2: 로스트 캐번은 1984년 아타리 2600용으로 처음 배급되었다.

## 평가
| 평론 점수 평론사 점수 아타리 2600 콜레코비전 PC CVG 78% [ 1 ] 79% [ 1 ] Arcade Express 8/10 [ 2 ] Computer Games A [ 3 ] A [ 3 ] A [ 3 ] Electronic Fun with Computers & Games A [ 4 ] Video Games Player A [ 5 ] |             |            |      |
| 평론 점수 |             |            |      |
| 평론사 | 점수        | 점수       | 점수 |
| 평론사 | 아타리 2600 | 콜레코비전 | PC   |
| CVG | 78%         | 79%        |      |
| Arcade Express | 8/10        |            |      |
| Computer Games | A           | A          | A    |
| Electronic Fun with Computers & Games | A           |            |      |
| Video Games Player | A           |            |      |